# Wiążąca Informacja Taryfowa
Wiążąca Informacja Taryfowa (ang. Binding Tariff Information – BTI) – pisemna decyzja w sprawie klasyfikacji towarów na terenie Unii Europejskiej, która określa właściwy kod taryfy celnej dla jednego, dowolnie zgłoszonego towaru.    
WIT jest ważna przez okres 3 lat od daty jej wydania. W Polsce wydaje ją Dyrektor Izby Administracji Skarbowej w Warszawie.   
Posiadanie Wiążącej Informacji Taryfowej dla odprawianych towarów:
- gwarantuje przypisanie towarowi właściwego kodu taryfowego
- uznawane jest na terenie całej Unii Europejskiej
- pozwala dokładnie zaplanować wydatki związane z opłatami celnymi w przyszłości
- skraca odprawę celną